# François Mortelette
Pour les articles homonymes, voir Mortelette.
François Mortelette, né le 20 mars 1926 à Waziers et mort le 16 avril 2008 à Saint-Sulpice-de-Pommeray, est un homme politique français. Il a été député de la ville de Blois et conseiller général de Loir-et-Cher.

## Biographie
Né à Waziers dans le Nord (59) en 1926, il milite dès l'âge de 16 ans aux Jeunes Ouvriers Chrétiens avant de participer à la création de la CFTC. 
Professionnellement il s'oriente vers la finance et poursuit son action politique comme militant social-démocrate. Il est élu conseiller municipal de Waziers en 1953. Il est le premier élu non communiste de cette ville du Nord depuis 1920. 
Recruté par la banque régionale de l'Ouest, il s'installe à Blois dans les années soixante où il poursuit son activité politique et militante au sein de la fédération du PS de Loir-et-Cher. Il est élu maire de Saint-Sulpice de Pommeray en 1977 (et le sera jusqu'en 2001). Il a aussi été président de la LICRA de Loir-et-Cher.
En 1976, il est élu au Conseil général de Loir-et-Cher dont il deviendra vice-président chargé des finances. Dans la foulée de la victoire de François Mitterrand aux élections présidentielles, il est élu député de Blois aux élections législatives françaises de 1981.
À la fin de la VIIe législature de la Cinquième République française, il se désengage de la politique pour se consacrer exclusivement à son métier de banquier comme inspecteur général de la banque régionale de l'Ouest.
Son engagement auprès des citoyens français a été honoré du titre de chevalier de la Légion d'honneur le 1er janvier 1998.